# Glenwood (Missouri)
Glenwood – wieś w Stanach Zjednoczonych, w stanie Missouri, w hrabstwie Schuyler.